# Helioporacis
Els helioporacis (Helioporacea) són un ordre d'antozous octocoral·lis. Formen colònies amb esquelets calcaris cristal·lins lobulats massius. Aquests corals van aparèixer en el període Cretaci.
L'ordre inclou dues famílies, Helioporidae Moseley, 1876 i Lithotelestidae Bayer & Muzik, 1977. En els períodes d'aigües temperades de l'oceà Tetis, la família Helioporidae era de les més abundants, però es van extinguir i només va sobreviure a les glaciacions l'espècie actual Heliopora coerulea.

## El corall balu
El corall blau, l'única espècie actual de l'ordre; és més comú en aigües poc profundes del esculls del Pacífic tropical i de l'Indo-Pacífic. No té espícules, i és l'únic octocoral conegut que produeix un esquelet massiu format per aragonita fibrocristalina fosa en lamel·les, similar a la dels escleractinis. Formen grans colònies que poden superar el metre de diàmetre. Es componen de branques verticals.
La superfície del corall blau i altres espècies similars sembla suau i el color, mentre viuen, és d'un distintiu gris bru amb punts blancs. No obstant això, tot l'esquelet té un color blau inusual i, per tant, l'espècie s'explota comunament per a usos decoratius. El color blau de l'esquelet (que està cobert amb una capa de pòlips marrons) és causat per les sals de ferro. El corall blau pot viure en aquaris, i les fibres cristal·lines calcàries en els esquelets poden usar-se per a joieria. Els pòlips individuals tenen vuit tentacles plomosos i, a la cavitat gastrovascular, vuit septes, o particions. Els cilis (petites projeccions de pel) en sis septes porten aigua a la cavitat. Els cilis en els altres dos septes expulsen l'aigua. L'esquelet consisteix en espícules que formen una copa protectora al voltant de cada pòlip.